# Gamsutl
Gamsutl (en rus: Гамсутль) és un poble del Daguestan, a Rússia, que en el cens del 2010 tenia 10 habitants. Pertany al districte rural de Gunib.